# Белая (приток Волчьей)
Белая (устар. фин. Valkoja — Валкоя; устар. Валк-йоки) — река в России, протекает в Приозерском районе Ленинградской области. Устье реки находится в 28 км по левому берегу реки Волчьей. Длина реки составляет 10 км.

## География
Река вытекает из Мичуринского озера. Исток находится на его восточной стороне, в районе деревни Бережок, которая является единственным населённым пунктом, расположенным на Белой. Течёт в общем направлении на восток. Волчья в месте впадения Белой резко поворачивает на восток, продолжая направление русла Белой.

## Данные водного реестра
По данным государственного водного реестра России относится к Балтийскому бассейновому округу, водохозяйственный участок реки — Водные объекты бассейна оз. Ладожское без рр. Волхов, Свирь и Сясь, речной подбассейн реки — Нева и реки бассейна Ладожского озера (без подбассейна Свирь и Волхов, российская часть бассейнов). Относится к речному бассейну реки Нева (включая бассейны рек Онежского и Ладожского озера).
Код объекта в государственном водном реестре — 01040300212102000009713.